# Jibou
Jibou (en húngaro: Zsibó) es una ciudad de Rumania en el distrito de Sălaj. En su término municipal se incluyen las poblaciones de Cuceu, Husia, Rona y Var.
En Jibou se encuentra uno de los más interesantes jardines botánicos de Rumania y un spa que usa las propiedades curativas de un manantial de agua mineral salada con propiedades parecidas a las aguas de la famosa Băile Herculane.
La municipalidad ha edificado un polígono industrial para agrupar fábricas de la cuenca del Someş(Valea Someşului).

## Geografía
Se encuentra a una altitud de 194 m s. n. m. a 542 km de la capital nacional, Bucarest y 26 km de la cabecera del distrito, Zalău. Se localiza en el valle del río Someş, que pasa al lado de la ciudad. Existe un importante complejo ferroviario, punto de encuentro de las vías que llegan de Dej, Baia Mare y Zalău.

## Demografía
Según estimación 2012 contaba con una población de 11 813 habitantes.
| 1948 | 1956 | 1966 | 1977  | 1992   | 2002   | 2012   |
| s/d  | s/d  | s/d  | 8 841 | 11 981 | 11 306 | 11 813 |

## Sitios de interés

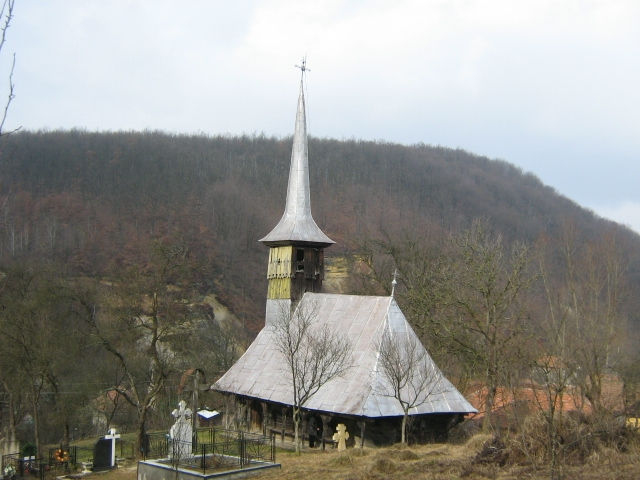
La iglesia de Var

- El Jardín Botánico Vasile Fati construido en 1968 en el parque del castillo Wesselényi por Vasile Fati, tiene 25 ha y más de 5000 especies de plantas.
- El Castillo de Wesselényi, al estilo baroc, construido entre 1778 y 1810.
- El Spa Băile Jibou, modernizado después de 2004.
- El castillo Bedly
- La Iglesia Ortodoxa de madera Sfinţii Arhangheli de Husia, construida en 1800.
- La Iglesia Ortodoxa de madera Sfinţii Arhangheli de Var, construida en 1820.
- La Reserva natural Calcarele Ronei en Rona.